# Ungheria ai Giochi della V Olimpiade
L'Ungheria partecipò ai Giochi della V Olimpiade che si sono svolti a Stoccolma dal 5 maggio al 27 luglio 1912, con una delegazione di 121 atleti impegnati in undici discipline.

## Risultati

### Pallanuoto
| Atleta | Classifica                                                                           |                     |
| --- | ------------------------------------------------------------------------------------ | ------------------- |
| V · D · M Nazionale maschile ungherese di pallanuoto · Giochi olimpici - Stoccolma 1912 Ádám • Beleznai • Fazekas • Hégner-Tóth • Rémi • Wenk • Zachár · CT : Ernő Speisegger | 5°                                                                                   |                     |
| Nazionale maschile ungherese di pallanuoto · Giochi olimpici - Stoccolma 1912                                                                                                 |                                                                                      |                     |
| Ádám • Beleznai • Fazekas • Hégner-Tóth • Rémi • Wenk • Zachár · CT: Ernő Speisegger                                                                                          | Ádám • Beleznai • Fazekas • Hégner-Tóth • Rémi • Wenk • Zachár · CT: Ernő Speisegger | Ungheria (bandiera) |